# Alena Činčerová (bioložka)
Alena Činčerová rozená Hejná (29. května 1929 Lidmaň – 26. května 1996 Babice u Říčan) byla česká bioložka, docentka katedry fyziologie rostlin Přírodovědecké fakulty Univerzity Karlovy. 

## Životopis
Narodila se 29. května 1929 v Lidmani v okrese Pelhřimov na Českomoravské vrchovině v učitelské rodině. Mládí však prožila v jihočeském Protivíně, kde navštěvovala základní školu. Po maturitě na píseckém reálném gymnáziu začala v roce 1948 studovat na Přírodovědecké fakultě Univerzity Karlovy v Praze, kterou ukončila roku 1952 státní rigorózní zkouškou a následným získáním akademického titulu doktor přírodních věd (RNDr.)

## Vědecká a pedagogická činnost
V letech 1953–1957 působila jako vědecká aspirantka na Přírodovědecké fakultě Univerzity Komenského v Bratislavě, kde roku 1957 získala vědeckou hodnost kandidát biologických věd (CSc.) 
Od roku 1957 do roku 1969 pracovala jako odborná asistentka a pedagožka na Přírodovědecké fakultě Univerzity Karlovy v Praze. Svoji vědeckou činnost zaměřila na studium metabolismu rostlin, zejména regeneračních procesů a minerální výživy rostlin.
V roce 1969 se habilitovala a byla jmenována docentkou. Následně až do roku 1992 působila na fakultě jako docentka a pedagožka. V roce 1976 se navíc stala tajemnicí katedry fyziologie rostlin.

## Publikační činnost
- Fyziologické účinky fenolických kyselin u pšenice, autoreferát kandidátské dizertační práce (s Hanou Vejsadovou, Zdeňkem Laštůvkou, Ivanou Macháčkovou a Františkem Pospíšilem), Praha, ČSAV 1983

### Skripta
- Fyziologie rostlin, pro posluchače přírodovědecké fakulty (s M. Dvořákem), Praha SPN 1966
- Fyziologie rostlin – překlad německého originálu Dietera Hesse (s J. Krekulem a M. Dvořákem), Praha, Academia 1983
- Úvod do fyziologie rostlin, pro posluchače přírodovědecké fakulty, SPN 1984
- Fyziologie a cytofyziologie rostlin, pro posluchače mezioborového studia Rostlinné biotechnologie, Praha, MON 1989
- Fyziologie a cytofyziologie rostlin, Praha, VŠZ 1989

### Odborné články
- Effect of trophic conditions on asparagine transamination in wheat plants, Praha, Biologia plantarum 1969
- Effect of trophic conditions and humic acid on alanine transamination in wheat plants, Praha, Biologia plantarum 1970
- Ferredoxin-dependent glutamate synthase activity during the first developmental stages of wheat plants as affected by calcium deficiency, Praha, Biologia plantarum 1987
- The relation between nitrogen deficiency and second leaf senescence in wheat plants, Praha, Biologia plantarum 1990
- Dormance u rostlin, Praha, Živa 2/1987
- Partnerství rostlin. Symbióza zvaná mykorrhiza, Praha, Živa 6/1988
- Partnerství rostlin. Symbióza s baktériemi fixujícími dusík, Praha, Živa 2/1988

Spolupracovala rovněž s časopisem Vesmír, podílela se i na filmech z oblasti biologie rostlin.